# Murray River Council
Koordinaten: 35° 14′ S, 144° 0′ O

Das Murray River Council ist ein lokales Verwaltungsgebiet (LGA) im australischen Bundesstaat New South Wales. Das Gebiet ist 11.863 km² groß und hat etwa 12.900 Einwohner.
Murray River liegt im Süden des Staates am gleichnamigen Fluss, der die Grenze zu Victoria bildet. Es liegt etwa 400 km westlich der australischen Hauptstadt Canberra und 190 km nördlich von Melbourne. Das Gebiet umfasst 39 Ortsteile und Ortschaften: Aratula, Barham, Bullatale, Bunnaloo, Burraboi, Caldwell, Calimo, Cobramunga, Cunninyeuk, Dhuragoon, Dilpurra, Gonn, Goodnight, Keri Keri, Koraleigh, Mallan Mathoura, Mellool, Moama, Moolpa, Murray Downs, Niemur, Noorong, Speewa, Stony Crossing, Tantonan, Thule, Thyra, Tooleybuc, Tooranie, Tullakool, Wakool, Waugorah, Wetuppa, Womboota, Yanga und Teile von Deniliquin, Kyalite und Moulamein. Der Verwaltungssitz des Councils befindet sich in der Stadt Moama am Südende der LGA an der Grenze zu Victoria, wo etwa 7.200 Einwohner leben.
Das Murray River Council entstand am 12. Mai 2016 durch den Zusammenschluss von Murray Shire und Wakool Shire.

## Verwaltung
Das Verwaltungsgremium, das wie die LGA Murray River Council heißt, hat 9 Mitglieder. Sie werden von den Bewohnern von drei Wards gewählt (je drei aus den Wards Greater Murray, Greater Wakool und Maoma). Diese drei Bezirke sind unabhängig von den Ortschaften festgelegt. Aus dem Kreis der Councillor rekrutiert sich auch der Mayor (Bürgermeister) des Councils.